# Tobi Tobsen

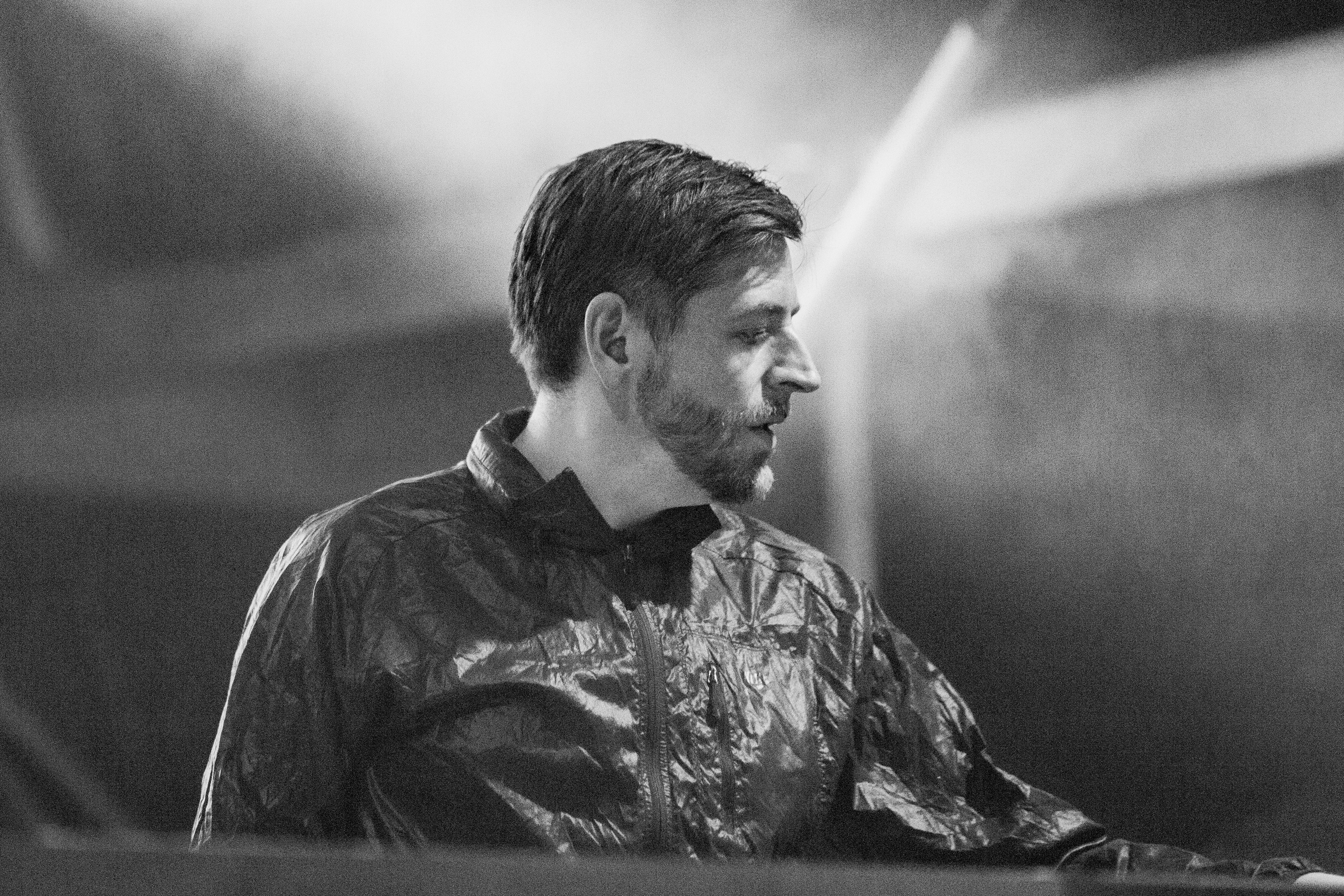
Tobi Tobsen (2018)

Tobi Tobsen (bürgerlicher Name Tobias Schmidt) ist ein Rapper, DJ und Musikproduzent. Erste Bekanntheit erlangte er zusammen mit der Formation Der Tobi & das Bo, die er zusammen mit dem Rapper Das Bo gründete. Die beiden hatten sich im Offenen Kanal kennengelernt. Der Tobi & das Bo gingen später in die Musikgruppe Fünf Sterne deluxe über. Schon vorher war er Mitgründer der Band Fettes Brot sowie Mitglied der Gruppe Verschaoten.
Zusammen mit dem DJ Kowe Six bildet Tobi Tobsen – der sich nun „tobitob“ nennt – das DJ-Duo Moonbootica und betreibt das Plattenlabel Moonbootique Records. Die beiden betreiben eine Partyreihe unter dem Namen Moonbootica, die ihre Wurzeln im Hamburger Club Tiefenrausch hat und 2002 ins Hafenklang wechselte. Später siedelte die Partyreihe in den Club Echochamber über und findet heute an wechselnden Veranstaltungsorten statt.
Tobi Tobsen produzierte auch die Musik anderer Künstler, wie beispielsweise Ferris MC und MC Rene. Er lebt im Schanzenviertel in Hamburg-Sternschanze.

## Diskographie
Für die Diskographie von Fünf Sterne Deluxe, Der Tobi & Das Bo, Moonbootica & Fettes Brot, siehe deren Artikel.

### Alben
- 2010: Tales from the Country/City (als Tobitob Sessionlab)
- 2012: Reworks (als Tobitob Sessionlab)

### Singles & EPs
- 1999: Superhit / Sowieso (12" Vinyl), als Bonzen Bro$ mit Ferris MC
- 2004: Feieralarm, als Bonzen Bro$ mit Ferris MC
- 2018: The Strip (als Tobitob)

### Features  & Weiteres
- 1998: Böses Blut (96er Demo) - mit Blaues Blut, Ferris MC, Immo, Spax, Wasi & MC Rene auf Beats & Peaces No. 0 (MZEE Radio Show) (Kassette)
- 2001: Ford Taunus Part 1 und 2 auf Popshopping Mixed Up
- 2001: Who The Fuck Is Bonzen Bros? - auf Ferris MCs Album "Fertich!"
- 2002: Klaus Macht Ne Laute Ansage - mit Ferris MC auf The Kinski Files
- 2000: Kosmos Couch - auf Raphaël Marionneau - Le Café Abstrait Volume 1 - Hi-Fly For The Couch Culture (als H.A.L. Stenbek 3000)
- 2003: This World - auf Timing Incorrect von DJ Klock
- 2015: Deichkind - Selber machen
- 2018: Gib Dem Affen Zucker auf  Ante Perry – Welcome To Perrydise
- 2019: Carmen Electra - auf Born 2 Rap  von The Game
- 2019: Karma - Mode X Tobi (Single)

### Remixe (Auswahl)
- 1996: Für Jasmin - Das Blümchen Remix Album - Boomerang -Tobis Bumerang
- 1998: Hausmarke Feat. Max Herre - Beweg Deinen Popo (Tobitob Remix)
- 2000: Fanta Vier - Sie Ist Weg (She's Wack! Remix)
- 2000: Thomas Schuhmacher -  Tek 29 (Tobitob Remix)
- 2004: IAMX - Kiss & Swallow (Graf Zahl Remix)
- 2004: Jansen & Kowalski - Mamacita (Tobitob Remix + Graf Zahl Remix)
- 2005: Mellow Trax vs Ferris MC – Die Nacht Der Freaks(Graf Zahl Remix)
- 2013: Scooter - Wicked! - I'm Raving